# Квітко Лев Мойсейович
Лев (Лейб) Мойсейович Квітко (їд. לייב קוויטקאָ) (15 жовтня 1890, Голосків, Подільська губернія, Російська імперія — 12 серпня 1952) — радянський поет єврейського походження, писав мовою їдиш.

## Життєпис

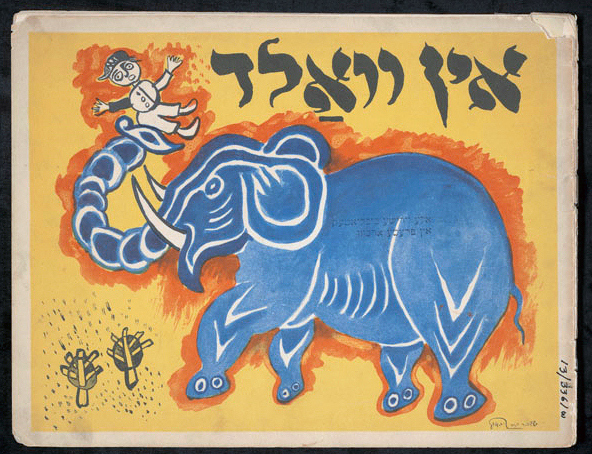
Обкладинка дитячої книги Квітко

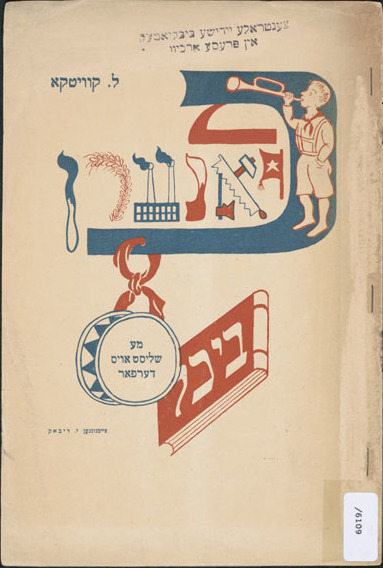
Обкладинка дитячої книги Квітко

### Ранні роки
Народився в містечку Голосків Подільської губернії (згодом село Летичівського району, тепер Меджибізької громади Хмельницького району Хмельницької області України), за документами — 11 листопада 1890 року, але точної дати свого народження не знав і називав імовірно 1893 або 1895 рік. Рано осиротів, виховувався бабусею, деякий час навчався в хедері, з дитинства був змушений працювати.

### Літературна діяльність
Вірші почав писати з 12 років (або, можливо, раніше — через плутанину з датою його народження). Перша публікація в травні 1917 року в соціалістичній газеті «Дос фрае Ворт» («Вільне слово»). Перша збірка — «Ліделех» («Пісеньки», Київ, 1917).
З середини 1921 року жив і публікувався в Берліні, потім у Гамбурзі, де працював у радянському торговому представництві, друкувався як у радянських, так і в західних періодичних виданнях. Тут же вступив у компартію, вів комуністичну агітацію серед робітників. У 1925 році, побоюючись арешту, переїхав в СРСР. Випустив безліч книг для дітей (тільки за 1928 рік вийшло 17 книг).
|  | «З радянських єврейських письменників Лев Квітко, напевно, найпопулярніший. Популярність завоював головним чином завдяки своїм дитячим віршам. Але, говорячи про майстерність Квітко, критики нерідко забували, що його дивовижні, визнані класичними вірші, на яких виросло кілька поколінь радянської дітвори, - тільки одна з граней його таланту. » |

 — літературознавець Г. Ременік.
За їдкі сатиричні вірші, опубліковані в журналі «Ді ройте велт» («Червоний світ»), був звинувачений у «правому ухилі» і виключений з редакції журналу.
У 1931 році вступив робочим на Харківський тракторний завод. Потім продовжив професійну літературну діяльність. Справою всього життя Лев Квітко вважав автобіографічний роман у віршах «Юнге Йорн» («Роки молоді»), над яким працював тринадцять років (1928—1941, перша публікація: Каунас, 1941, російською мовою вийшов в 1968).
До 1934 року мешкав у Харкові, потім — Києві, у будинку письменників Роліт, з 1936 року — в Москві.
У 1939 році вступив у ВКП (б).

### Загибель
У роки війни був членом Єврейського антифашистського комітету й редколегії газети ЄАК «Єйнікайт» («Єдність»), у 1947—1948  роках — літературно-мистецького альманаху «Геймланд» («Батьківщина»).
Арештований 22 січня 1949 і 12 серпня 1952 року розстріляний серед провідних діячів Єврейського антифашистського комітету.